# بيترو لورو بيانا
بيترو أنطونيو لورو بيانا (بالإنجليزية: Pietro Antonio Loro Piana)‏ ولد يوم 6 سبتمبر 1883 وتوفي عام 1941، هو مؤسس شركة المنسوجات لورو بيانا، كان مهندسًا ورجل أعمال إيطالي. توفي لورو بيانا في عام 1941.

## روابط خارجية
- الموقع الرسمي نسخة محفوظة 25 سبتمبر 2024 على موقع واي باك مشين.